# Зубаиров, Шамиль
Шамиль Зубаиров (1997) — азербайджанский борец вольного стиля. Чемпион мира и Европы среди молодежи. Член сборной Азербайджана. Участник чемпионата мира. Чемпион Азербайджана (2023).

## Спортивная карьера
Является воспитанником хасавюртовской СШОР им. Мавлета Батирова. Далее перебрался в махачкалинскую СДЮСШОР им. Гамида Гамидова, в составе которой стал серебряным призёром на молодёжном первенстве Дагестана по вольной борьбе в январе 2017 года в Хасавюрте. В апреле 2017 года в Баку на Кубке Федерации борьбы Азербайджана среди юниоров и юношей завоевал медаль. В декабре 2017 года стал бронзовым призёром чемпионата Азербайджана. В июне 2018 года победил на молодёжном чемпионате Европы до 23 лет в Стамбуле. В ноябре 2018 года стал победителем чемпионата мира до 23 лет в Бухаресте. В августе 2019 года одержал победу на международном турнире «Вахтанг Балавадзе» в Тбилиси. В октябре 2019 года неудачно выступил на чемпионате мира до 23 лет в Будапеште. В апреле 2021 года на чемпионате Европы в Варшаве уступил в схватке за бронзовую медаль грузину Элизбару Одикадзе. В декабре 2023 года в Баку стал чемпионом Азербайджана в весовой категории до 92 кг, в финале одолел Анара Джафарова.  В июне 2024 года в Каспийске выиграл бронзу Международного турнира памяти Али Алиева, одолев в схватке за бронзу Ахмеда Сакалова из Ингушетии.

## Результаты
- Чемпионат Азербайджана по вольной борьбе 2017 (до 97 кг) — ;
- Чемпионат Европы по борьбе U23 2018 (вольный стиль, до 92 кг) — ;
- Чемпионат мира по борьбе U23 2018 (вольный стиль, до 92 кг) — ;
- Чемпионат мира по борьбе 2019 (вольный стиль, до 92 кг) — 11;
- Чемпионат мира по борьбе U23 2019 (вольный стиль, до 92 кг) — 5;
- Индивидуальный кубок мира по борьбе 2020 (вольный стиль, до 97 кг) — 5;
- Чемпионат Европы по борьбе 2021 (вольный стиль, до 97 кг) — 5;
- Чемпионат Азербайджана по вольной борьбе 2022 (до 92 кг) — ;
- Чемпионат Азербайджана по вольной борьбе 2023 (до 92 кг) — ;
- Спортивные игры БРИКС 2024 — ;